# David Etxebarria

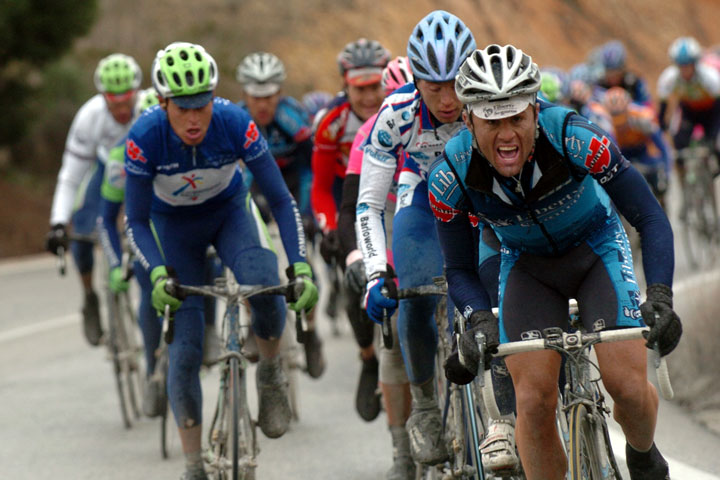

David Etxebarria Alkorta (Abadiño, 23 luglio 1973) è un ex ciclista su strada spagnolo di origine basca, professionista dal 1994 al 2006 e vincitore di due tappe al Tour de France 1999.

## Carriera
Ciclista completo, debutta tra i professionisti nel 1994 con la ONCE. Con la squadra spagnola milita per sette stagioni, raccogliendo ottimi risultati, tra cui due tappe al Tour de France 1999 e la classifica generale dell'Euskal Bizikleta.
Nel 2001 passa all'Euskaltel-Euskadi, con cui ottiene alcune vittorie di tappa in competizioni spagnole.
Nel 2005 si trasferisce alla Liberty Seguros-Würth, ex ONCE; l'anno successivo risulta implicato nello scandalo doping denominato Operación Puerto, che porta alla dissoluzione della squadra, causandone il ritiro dall'attività agonistica.

## Palmarès
- 1995

1ª tappa Tour de l'Avenir
- 1996

3ª tappa Vuelta a Asturias
Gran Premio de Llodio
Classifica generale Tour de l'Avenir
Trofeo Luis Ocaña
- 1997

3ª tappa Vuelta a los Valles Mineros
6ª tappa Tour de Suisse
- 1998

2ª tappa Parigi-Nizza
- 1999

Euskal Bizikleta
12ª tappa Tour de France
16ª tappa Tour de France
- 2000

2ª tappa Euskal Bizikleta
3ª tappa Vuelta a Galicia
- 2001

3ª tappa Volta a la Comunitat Valenciana
- 2002

5ª tappa, 1ª semitappa Vuelta al País Vasco
5ª tappa, 2ª semitappa Vuelta al País Vasco
4ª tappa Euskal Bizikleta
- 2003

1ª tappa Euskal Bizikleta
- 2005

Klasika Primavera

## Piazzamenti

### Grandi Giri
- Tour de France

1997: ritirato
1999: 12º
2000: ritirato
2001: 34º
2002: 60º
2003: ritirato
2004: 77º
- Vuelta a España

1998: 30º
2000: ritirato
2001: 45º
2002: ritirato
2003: 29º